# Melocactus curvispinus
Melocactus curvispinus Pfeiff. es una especie de planta de la familia Cactaceae. 

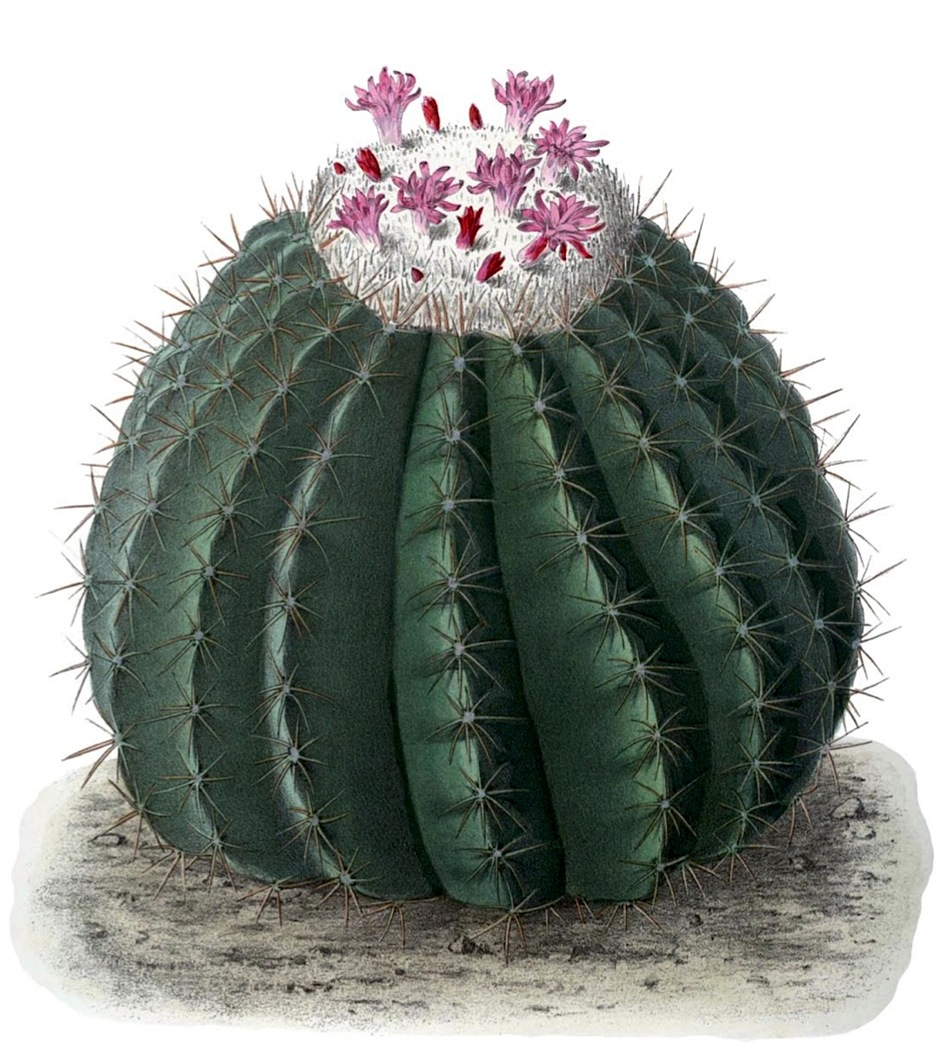
Ilustración

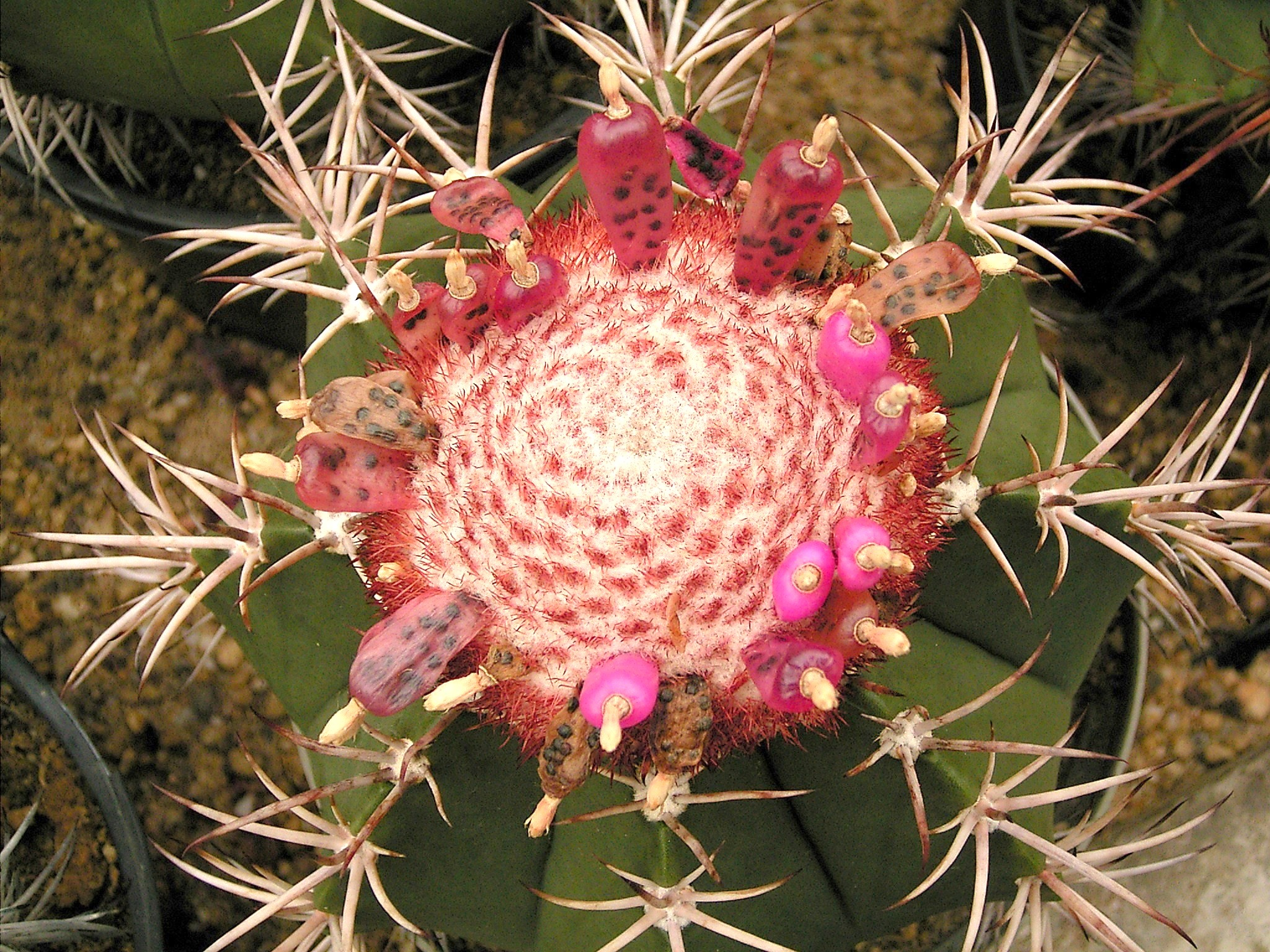
Detalle del cefalio

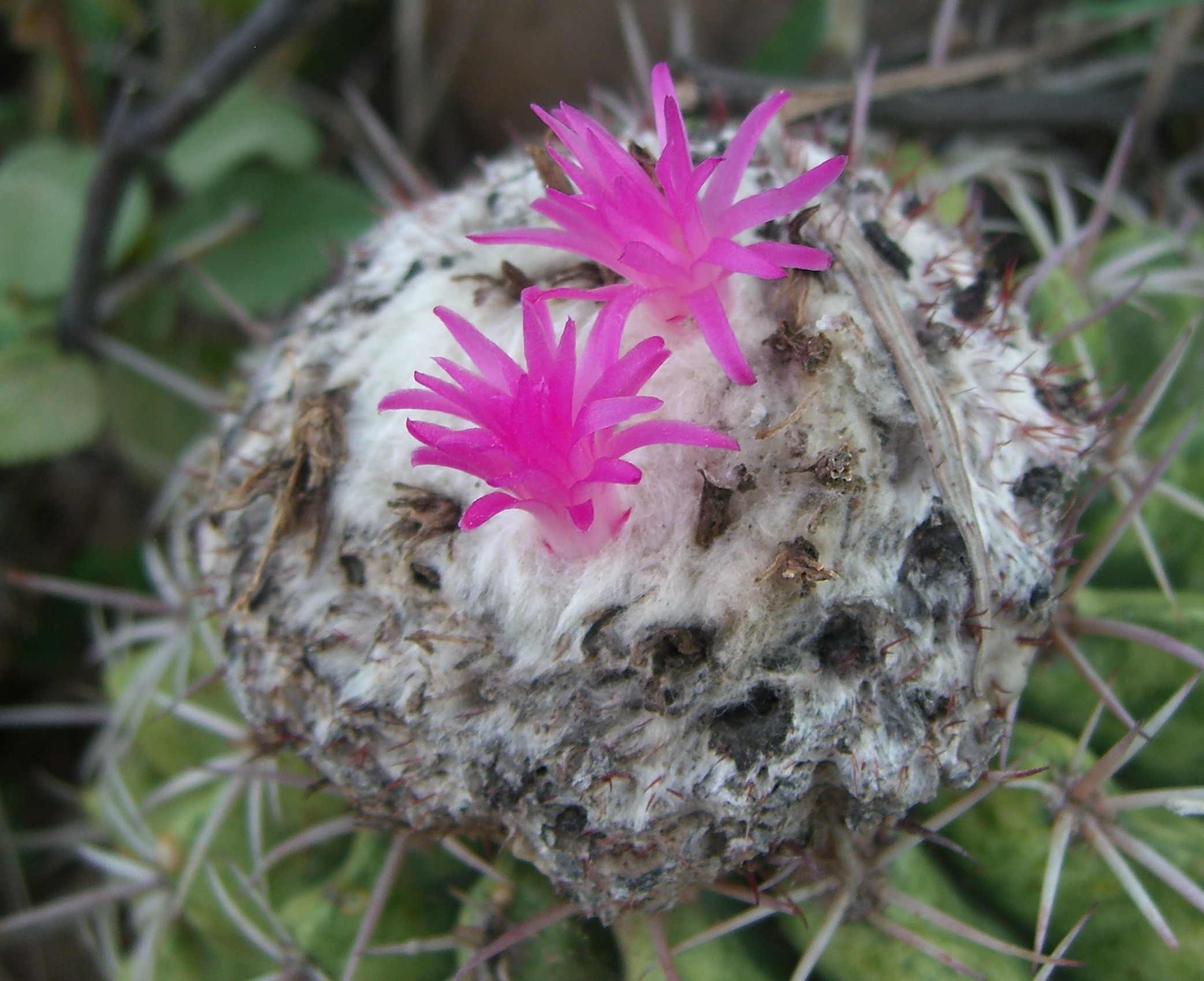
Detalle

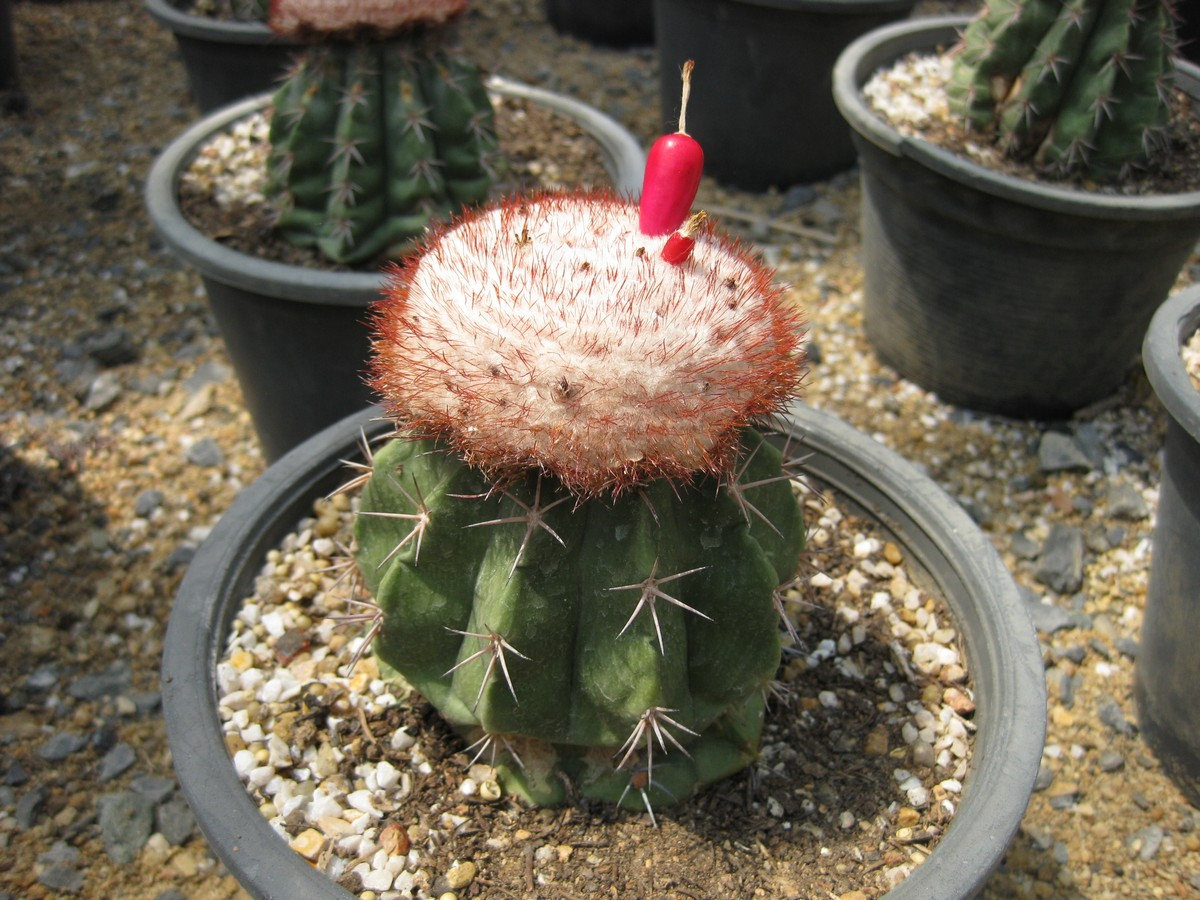
Vista del cefalio

## Descripción
Melocactus curvispinus crece individualmente y tiene tallo esférico deprimido a corto cilíndrico, de color verde oscuro, ligeramente glauco que alcanza un diámetro de 8 a 27 centímetros crecen hasta una altura de 6 a 30 cm. Tiene 10 a 16 costillas puntiagudas y algunas veces ligeramente verrugosas. Las areolas están hundidas ligeramente, de ellas surgen espinas de color blanco sucio a casi negro  algunas son curvas. Las 1-4 espinas centrales, que también pueden estar ausentes, de 15 a 52 milímetros de largo. De los 6 a 11 espinas radiales tienen entre 3 y 42 milímetros de longitud. El cefalio es ralativamente pequeño con una altura de 3 a 4 cm y un diámetro de 7 a 11 cm que destaca claramente por las largas cerdas de color marrón rojizo. Las flores abren por la tarde y son de color oscuro y  púrpura, rosa, de 18 a 43 milímetros de largo y tienen un diámetro de 10 a 25 milímetros. Los frutos son de color rosa a rojo magenta brillante.
Se le conoce comúnmente con los nombres de melón de monte, buche, pichigüey o pitigüey (principalmente en el oriente de Venezuela).

## Distribución
Es endémica de Colombia, Costa Rica, Panamá,  Venezuela, México, Nicaragua, Guatemala y Honduras.  Es una especie que se ha extendido por todo el mundo como planta ornamental.
Se le puede encontrar en zonas de vegetación xerófila, oriunda de América del Sur, aunque también puede encontrarse en zonas desérticas de América del Norte.

## Taxonomía
Melocactus curvispinus fue descrita por Ludwig Karl Georg Pfeiffer y publicado en Enumeratio Diagnostica Cactearum 46. 1837.
Etimología
Melocactus: nombre genérico, utilizado por primera vez por Tournefort, proviene del latín melo, abreviación de melopepo (término con que Plinio el Viejo designaba al melón). Se distingue de las demás cactáceas cilíndricas por tener un cefalio o gorro rojo, razón por la que los primeros españoles que llegaron a Sudamérica le llamaban "gorro turco".
curvispinus: epíteto latino que significa "con espinas curvas".
Sinonimia
| - Melocactus obtusipetalus - Cactus obtusipetalus - Melocactus guitartii - Melocactus dawsonii - Melocactus loboguerreroi - Melocactus holguinensis - Melocactus jakusii - Melocactus maxonii - Melocactus ruestii - Melocactus delessertianus - Melocactus caesius | - Cactus caesius - Melocactus humilis - Melocactus lobelii - Melocactus salvador - Cactus salvador - Cactus maxonii - Melocactus ruestii maxonii - Melocactus guatemalensis - Cactus oaxacensis - Melocactus oaxacensis - Melocactus ruestii oaxacensis |